# (6205) Menottigalli
(6205) Menottigalli (1983 OD) – planetoida z pasa głównego asteroid okrążająca Słońce w ciągu 3,64 lat w średniej odległości 2,36 j.a. Odkryta 17 lipca 1983 roku.